# 64-й отдельный аэросанный батальон
64-й отдельный аэросанный батальон — воинское подразделение вооружённых сил СССР в Великой Отечественной войне.

## История
Батальон сформирован в конце 1942 года в Соликамске по директиве №144Ш от 03.01.1943 заместителя наркома обороны генерал-полковника Щаденко Е.А..
В составе действующей армии с 10.01.1943 по 17.04.1943 и с 24.01.1944 по 06.06.1944
Транспортный батальон, на вооружении батальона состояли аэросани НКЛ-16.
По формировании направлен в распоряжение Юго-Западного фронта, летом отведён в резерв.
В январе 1944 года переброшен на рубеж реки Свирь.

## Подчинение
| Дата            | Фронт (округ)               | Армия               | Корпус | Дивизия | Бригада | Примечания |
| --------------- | --------------------------- | ------------------- | ------ | ------- | ------- | ---------- |
| 01.11.1942 года | Уральский военный округ     | -                   | -      | -       | -       | -          |
| 01.12.1942 года | Резерв Ставки ВГК           | -                   | -      | -       | -       | -          |
| 01.01.1943 года | Резерв Ставки ВГК           | -                   | -      | -       | -       | -          |
| 01.02.1943 года | Юго-Западный фронт          | -                   | -      | -       | -       | -          |
| 01.03.1943 года | Юго-Западный фронт          | -                   | -      | -       | -       | -          |
| 01.04.1943 года | Резерв Ставки ВГК           | -                   | -      | -       | -       | -          |
| 01.05.1943 года | Архангельский военный округ | -                   | -      | -       | -       | -          |
| 01.06.1943 года | Архангельский военный округ | -                   | -      | -       | -       | -          |
| 01.07.1943 года | Архангельский военный округ | -                   | -      | -       | -       | -          |
| 01.08.1943 года | Архангельский военный округ | -                   | -      | -       | -       | -          |
| 01.09.1943 года | Архангельский военный округ | -                   | -      | -       | -       | -          |
| 01.10.1943 года | Архангельский военный округ | -                   | -      | -       | -       | -          |
| 01.11.1943 года | Архангельский военный округ | -                   | -      | -       | -       | -          |
| 01.12.1943 года | Архангельский военный округ | -                   | -      | -       | -       | -          |
| 01.01.1944 года | Архангельский военный округ | -                   | -      | -       | -       | -          |
| 01.02.1944 года | -                           | 7-я отдельная армия | -      | -       | -       | -          |
| 01.03.1944 года | Карельский фронт            | 7-я армия           | -      | -       | -       | -          |
| 01.04.1944 года | Карельский фронт            | 7-я армия           | -      | -       | -       | -          |
| 01.05.1944 года | Карельский фронт            | 7-я армия           | -      | -       | -       | -          |

## Состав
- В батальоне три аэросанные роты, в каждой по три взвода, в каждом из взводов по три машины.